# Гагарова, Зузана
Зузана Гагарова (словац. Zuzana Hagarová, был замужем как Шточкова (словац. Štočková); род. 25 ноября 1977, Кежмарок) — словацкая шахматистка, гроссмейстер среди женщин (1998), международный мастер среди мужчин (2002).

## Биография
Чемпионка Словакии 1995, 1996, 1997, 1999, 2001 и 2006 гг.
В 1993 году выиграла чемпионат Словакии по шахматам среди девочек (U16). Многократная участница юношеских чемпионатов Европы по шахматам и юношеских чемпионатов мира по шахматам в различных возрастных категориях. В 1994 году в Сегеде достигла своего самого большого успеха на этих турнирах, завоевав звание вице-чемпионки мира по шахматам (U18).
Представляла Словакию девяти шахматных олимпиадах (1994—2008, 2014) и четырёх командных чемпионатах Европы по шахматам. В 1999 году в Батуми в составе команды стала чемпионкой Европы.
Участница различных международных шахматных турнирах. В 2004 году вместе с Яном Плахеткой и Мартином Мрвой разделила второе место в турнире Татры Опен 2004. В 2008 году разделила второе место в открытом чемпионате Словакии по шахматам в Зволене. В 2013 году была лучшей среди женщин в Риге на турнире РТУ Опен.

## Семья и личная жизнь
Старшая сестра международного мастера, чемпиона Словакии 2004 г. Э. Гагары.
С 2008 по 2018 гг. была замужем за чешским гроссмейстером Й. Шточеком. После развода вернула девичью фамилию Гагарова.